# 黎明我的親愛音樂會ICHIBAN
黎明我的親愛音樂會ICHIBAN 是香港歌手黎明的個人演唱會，演唱會由香港商業電台製作，於1992年12月18日在香港演藝學院舉行，只演1場。

## 背景
1992年，黎明先後在新加坡、馬來西亞、美國、加拿大、香港及中國內地舉行演唱會，同年12月再度與香港商業電台叱咤903頻道（商業二台）合作舉辦此音樂會，音樂會定名為《黎明我的親愛音樂會ICHIBAN》，於1992年12月18日晚上8時在舉行，演唱地點位於灣仔區的香港演藝學院，會場設有1千個座位，門票由電台免費分發給觀眾。

## 製作
《黎明我的親愛音樂會ICHIBAN》以卡拉OK形式進行，舞台上放置了一個20呎高的古羅馬王子雕像，呈現古典氣氛，黎明穿著便服演出，他除了演唱歌曲之外，亦安排6名現場觀眾上台玩遊戲和唱歌，現場觀眾可透過便條紙向黎明詢問年齡、居住地址、片酬、喜歡穿的內褲顏色等較為私人的問題，商業二台於1992年12月20日轉播這個演唱會。

## 反響
傳媒指《黎明我的親愛音樂會ICHIBAN》雖然是迷你演唱會，但依然受到觀眾歡迎，門票於1991年12月初全部派發完畢，1千個座位全場滿座。評論認為舞台上的雕像令人有特別感覺，使場面增添不少氣氛，現場觀眾於黎明演唱時搖動手中的螢光棒，並為黎明補慶祝生日。黎明對於觀眾為他慶祝生日感到高興，同時對於有觀眾抱怨得不到黎明在台上拋下的毛絨玩具作回報感到不開心，他認為人生有很多事情付出了也未必可以得到相應的回報。